# Parque nacional de Endau Rompin
El Parque nacional de Endau Rompin (en malayo: Taman Negara Endau Rompin) es un bosque tropical protegido en la prolongación austral de las colinas de Tenasserim, Malasia. Se trata de una zona al sur del estado de Pahang y al noreste de Johor que cubre un área aproximada de 870 km², por lo cual efectivamente es el segundo parque nacional más grande en la península de Malasia luego de Taman Negara, con aproximadamente 26 kilómetros de senderos. Fue además el segundo parque nacional proclamado por el gobierno de Malasia.
El parque es uno de los complejos más antiguos de selva tropical en el mundo y posee formaciones características de roca de 248 millones de años. Aparte de eso, el parque contiene la población más grande de las especies de rinocerontes de Sumatra en peligro en la península de Malaca.